# Mongoloraphidia (Alatauoraphidia) zhiltzovae
Mongoloraphidia (Alatauoraphidia) zhiltzovae is een kameelhalsvliegensoort uit de familie van de Raphidiidae. De soort komt voor in Kazachstan.
Mongoloraphidia (Alatauoraphidia) zhiltzovae werd voor het eerst wetenschappelijk beschreven door H. Aspöck & U. Aspöck in 1970.